# Melinis biaristata
Melinis biaristata är en gräsart som först beskrevs av Alfred Barton Rendle, och fick sitt nu gällande namn av Otto Stapf och Charles Edward Hubbard. Melinis biaristata ingår i släktet Melinis och familjen gräs. Inga underarter finns listade i Catalogue of Life.